# Kaple svatého Jana Nepomuckého (Křinec)
Kaple svatého Jana Nepomuckého je barokní sakrální stavba, která tvoří výraznou krajinnou dominantu. Nachází se západně od Kuncberku. Je situována na hřbitově, severně od městysu Křinec, v blízkosti rozcestí silnic na Žitovlice a na Bošín. Samotný poměrně rozsáhlý hřbitov na němž se nacházejí pouze nové náhrobky je vymezen plotem mezi cihlovými sloupky. Duchovní správou kaple spadá pod farnost Křinec. Kaple je chráněna jako kulturní památka.

## Historie
Kaple byla postavena v letech 1712–1714. Před rokem 1755 byla přestavěna podle návrhu Františka Ignáce Préea. V roce 1788 v souvislosti se sekularizačními josefínskými reformami byla jako bohoslužebná prostora zrušena a pro bohoslužebné účely navrácena asi v roce 1796.

## Architektura
Jedná se o orientovanou centrální osmibokou stavbu s půlkruhovým nízkým odsazeným presbytářem, který je ukončen apsidou. Na západní straně se nachází čtvercová předsíň. Má kruchtu a nad centrálním prostorem se nachází mansardová střecha. Předsíň je završena sedlovou střechou s výrazným sanktusníkem. Pohledově exponované západní průčelí předsíně je pojednáno nejdekorativněji. Presbytář se v ose otevírá portálem s profilovaným pískovcovým ostěním. Stěny lodi jsou každá jedním segmentově uzavřeným oknem.
Kaple je sklenuta nízkou kupolí, která byla vymalována snad v roce 1753 V. Kramolínem. Uvnitř na pilířích jsou malby čtyř církevních Otců vytvořené grisaillovou technikou. Na pendantivech se nacházejí čtyři evangelisté a na kupoli čeští patroni – sv. Norbert, sv. Vojtěch, sv. Josef, sv. Ivan, sv. Zikmund, sv. Vít, sv. Ludmila a sv. Prokop. Ze zařízení je zachován hlavní oltář z roku 1796 s obrazem od V. Kandlera.

## Okolí kaple

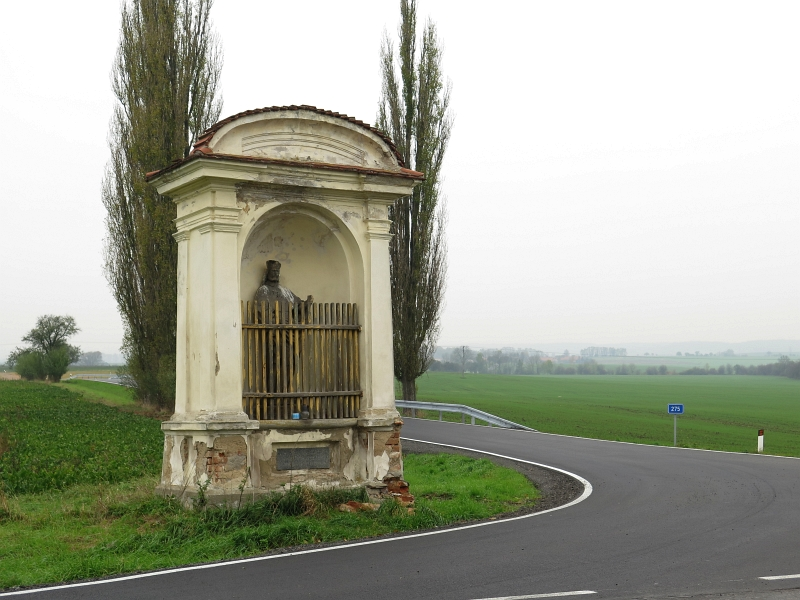
Výklenková kaple na rozcestí proti kapli sv. Jana Nepomuckého

Proti kapli se nachází zděná kaple svatého Václava. Jedná se o výklenkovou kapli se sochou sv. Václava. Postavena byla po roce 1720.